# Titevți, Veliko Tărnovo
Titevți (în bulgară Титевци) este un sat în comuna Elena, regiunea Veliko Tărnovo,  Bulgaria. 

## Demografie
Componența etnică a satului Titevți
     Bulgari (100%)
     Nicio identificare (0%)
     Altele (0%)
La recensământul din 2011, populația satului Titevți era de 5 locuitori. Din punct de vedere etnic, toți locuitorii erau bulgari.